# Kang Youwei

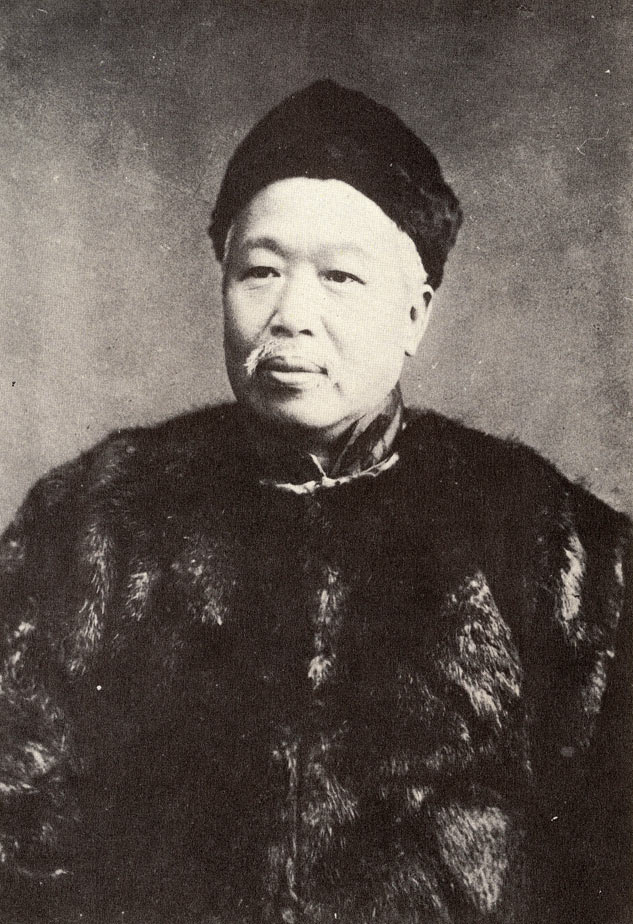
Kang Youwei

Kāng Yǒuwéi (chinesisch 康有為 / 康有为; * 19. März 1858 in der Nähe von Kanton, Provinz Kanton; † 31. März 1927 in Qingdao) war ein führender chinesischer Reformer, Pädagoge und Philosoph.

## Biographie
Dank seiner Abstammung aus einer Familie hoher Staatsbeamter wurde Kang Youwei (in damaliger deutscher Umschrift auch Kang-Yu-Wei geschrieben) von Anfang an eine klassische Ausbildung zuteil, er musste aber sein Studium infolge einer Krise im Alter von 20 Jahren verfrüht aufgeben. Nach einer Phase der Besinnung in einem Kloster – die eine tiefgreifende Änderung seiner Lebenseinstellung bewirkte – vertiefte er seine Studien mit den Schwerpunkten Geographie, Geschichte und Buddhismus. Reisen nach Hongkong 1879 und nach Shanghai 1882 führten ihn in die chinesischen Gebiete unter ausländischer Verwaltung.
Als er begann, seine Kritik an dem bestehenden Verwaltungssystem und der daraus resultierenden Schwäche Chinas gegenüber ausländischen Staaten schriftlich festzuhalten, adressierte er ein Schreiben an die Staatsoberhäupter, das von Staatsbeamten abgefangen wurde, auf deren Wohlwollen er traf. In einer Veröffentlichung im Jahre 1891 äußerte er Kritik an der Authentizität der konfuzianischen Schriften, die entrüstet abgelehnt wurde, aber dazu führte, dass deren Inhalt infrage gestellt wurde. Im Kampf um Reformen im Land unterstützte ihn bald seine Tochter Kang-Tung-Pih.
Vier Jahre später erhielt er im Rahmen des klassischen Auslesesystems einen Gelehrtentitel und nutzte diesen Aufstieg, um eine zweite Denkschrift zu verfassen, die er den weiteren Prüfungsteilnehmern zur Unterschrift vorlegte. Er griff nicht nur die chinesische Außenpolitik an, sondern forderte zudem eine Umstrukturierung der staatlichen Führung und Verwaltung. Diese Schrift wurde zwar auch ihrem Adressaten nicht zugestellt, führte aber zu Kang Youweis Einsatz im Ministerium für den Öffentlichen Dienst.
Über die Gründung einer Gesellschaft und eine Zeitschrift bemühte er sich zunächst um die Propagierung seiner Ideen und fand Anhänger im Kreise junger Intellektueller. Bei der Staatsführung trafen sie allerdings auf negative Resonanz und zogen ein Verbot dieser Form von Aktivitäten nach sich. Infolge steigenden Drucks ausländischer Regierungen auf China entschloss sich Kang Youwei zu einem dritten Schreiben an den Kaiser, mit Reformvorschlägen für ziemlich sämtliche Lebensbereiche, woraufhin ihm 1898 eine Reihe von Audienzen gewährt wurde, die dazu führten, dass ab dem 11. Juni 1898 der Kaiser eine Reihe von Dekreten erließ, die auf Reformen in Erziehungswesen, Wirtschaft und Verwaltung abzielten und später die Hundert-Tage-Reform genannt wurden. Wie die Bezeichnung nahelegt, war dieser Reform kein Erfolg beschieden.
Die Kaiserinwitwe Cixi riss mit der Unterstützung des Militärbefehlshabers Yuan Shikai die Macht an sich, machte die Reformen rückgängig und ließ eine Reihe von Reformführern hinrichten, darunter Kangs Bruder und den Reformpolitiker Tan Sitong. Kang Youwei, seiner Tochter und seinem Mitstreiter Liang Qichao gelangen mit knapper Not die Flucht nach Japan.
Von dort aus führte ihn seine Reise weiter nach Großbritannien und Kanada, mit der Baohuanghui, Gesellschaft zum Schutz des Kaisers, bemühte er sich um Unterstützung in den Reihen der Auslandschinesen. Von Hongkong aus organisierte er 1900 einen Anschlag auf Cixi, der misslang. Wiederum begab er sich ins Ausland, diesmal nach Indonesien und Indien. In verschiedenen Schriften stellte er Möglichkeiten für eine Neustrukturierung der Staatsführung vor. Im Gegensatz zu Sun Yat-sen sah er die Zukunft Chinas nicht in einer Abschaffung der Monarchie zugunsten einer Republik – angesichts fehlender Bereitschaft und Möglichkeiten der kaiserlichen Regierung, in geeigneter Weise auf die Belange der Bevölkerung einzugehen, fanden Sun Yat-sens Ideen allerdings breiteren Anklang. Kang Youwei hielt, als es 1911 zur Revolution kam, an einer Fortführung der monarchischen Staatsform fest.
Erst 1913 kehrte Kang Youwei wieder nach China zurück. Als die neu eingesetzte Regierung abermals Angriffen ausgesetzt wurde und Yuan Shikai daraufhin anstrebte, die Position des Kaisers zu übernehmen, widersetzte sich Kang Youwei. Stattdessen war die Inthronisierung Puyis als Kaiser nach dem Tod Yuan Shikais ein Ergebnis seiner Bemühungen. Schon nach dreizehn Tagen wurde der neue Kaiser wieder abgesetzt, gerade noch rechtzeitig fand Kang Youwei Zuflucht in der Botschaft der Vereinigten Staaten.
Immer noch hielt Kang Youwei daran fest, für seine Form der Neuorganisation des Staates zu werben. Schließlich ließ er sich in Shanghai nieder. Bis zu seinem Tod blieb die Propagierung seiner Lehren und Schriften auf einen kleinen Kreis von Anhängern beschränkt.

## Schriften (Auswahl)
- Studien über die Fälschung der Klassiker durch die Gelehrten der Wang-Mang-Periode, 1891
- Studien über Konfuzius als Reformer, 1897
- Reiseaufzeichnungen aus elf europäischen Ländern, 1904
- Nationales Heil durch Wirtschaftsaufbau, 1905
- Buch von der großen Gemeinschaft, 1902 (geschrieben 1902, 1913 und 1929 in Teilen, 1935 vollständig veröffentlicht)

## Deutsche Ausgabe
- K'ang Yu-wei: Ta T'ung Shu. Das Buch von der Großen Gemeinschaft. [Hrsg. d. engl. Ausg.: Laurence G. Thompson. Aus d. Engl. übers. von Horst Kube. Hrsg. d. dt. Ausg.: Wolfgang Bauer]. M. e. Vorwort v. Wolfgang Bauer. Düsseldorf, Köln: Diederichs, 1974 (= Diederichs Gelbe Reihe, Bd. 3 China). ISBN 3-424-00503-7.